# 山口県道353号新山口停車場上郷線
山口県道353号新山口停車場上郷線（やまぐちけんどう353ごう しんやまぐちていしゃじょうかみごうせん）は、山口県山口市を通る一般県道である。

## 概要
JR西日本山陽本線・宇部線・山口線・山陽新幹線 新山口駅新幹線口（南口）駅前から国道9号に至る。
新山口駅南口から山口県道212号山口阿知須宇部線・山口県道335号江崎陶線との重用区間を経て、椹野川右岸を北上しJR西日本山口線の踏切を経て国道9号柳井田交差点に至る。慢性的に交通量の多い小郡地区の市街地を迂回するルートとして重用されている。
現在、終点を国道9号新町交差点（山口県道28号小郡三隅線起点）と統合の上、踏切を除却する計画が進められている。

### 路線データ
- 起点：山口市小郡御幸町（JR西日本山陽本線・宇部線・山口線・山陽新幹線 新山口駅新幹線口（南口）駅前、山口県道212号山口阿知須宇部線上）
- 終点：山口市小郡上郷（新町交差点、国道9号上、山口県道28号小郡三隅線起点）

## 歴史
- 1983年（昭和58年）3月18日 - 山口県告示第270号により路線認定[2]。当時は駅名が小郡駅で、終点が吉敷郡小郡町（当時）下郷字柳井田であったことから、「山口県道353号小郡停車場柳井田線」を名乗った。
- 2003年（平成15年）9月30日 - 小郡駅の新山口駅への改称に伴い、路線名が新山口停車場柳井田線に変更[3]。なお、同日に山口県道214号小郡停車場線も新山口停車場線に改称[4]。
- 2005年（平成17年）10月1日 - 吉敷郡小郡町が山口市に移行したことにより全区間が山口市内を通ることになり、起終点の地名が変更される（吉敷郡小郡町御幸町→山口市小郡御幸町、吉敷郡小郡町下郷字柳井田→山口市小郡下郷字柳井田）
- 2006年（平成18年）1月13日 - 路線名が現行のものに変更され、終点が山口市小郡上郷に変更（延伸）される[5]。

## 路線状況

### 重複区間
- 山口県道212号山口阿知須宇部線（山口市小郡御幸町（起点） - 山口市小郡下郷）
- 山口県道335号江崎陶線（山口市小郡下郷・新幹線駅入口交差点 - 山口市小郡下郷）
- 国道9号（山口市小郡下郷・柳井田交差点 - 山口市小郡上郷・新町交差点（終点））

### 道路施設

#### 橋梁
- 柳井田橋（四十八瀬川、山口市、国道9号重複区間内）

## 地理

### 通過する自治体
- 山口県
  - 山口市

### 交差する道路
| 交差する道路                                                                  | 交差する場所 | 交差する場所       |
| ----------------------------------------------------------------------------- | ------------ | ------------------ |
| 山口県道212号山口阿知須宇部線 重複区間起点                                    | 小郡御幸町   | 起点               |
| 山口県道335号江崎陶線 重複区間起点                                            | 小郡下郷     | 新幹線駅入口交差点 |
| 山口県道212号山口阿知須宇部線 重複区間終点 山口県道335号江崎陶線 重複区間終点 | 小郡下郷     |                    |
| 山口県道502号山口防府小郡自転車道線                                           | 小郡下郷     |                    |
| 国道9号 重複区間起点                                                          | 小郡下郷     | 柳井田交差点       |
| 国道9号 重複区間終点 山口県道28号小郡三隅線                                   | 小郡上郷     | 新町交差点 / 終点  |

### 交差する鉄道
- 山陽本線
- 山陽新幹線
- 山口線

### 沿線
- JR西日本山陽本線・宇部線・山口線・山陽新幹線 新山口駅
- JR西日本山口線 周防下郷駅
- 山口県鴻城高等学校